# أول كريستيان باش
أول كريستيان باش (بالنرويجية البوكمول: Ole Christian Bach)‏ هو شخصية أعمال نرويجي، ولد في 31 مايو 1957، وتوفي في 11 يوليو 2005.